# Levallois Sporting Club Basket
Levallois Sporting Club Basket – francuski zawodowy klub koszykarski z siedzibą w Levallois-Perret. Założony w 1941 roku i istniał do 2007 roku, kiedy to w czerwcu władze klubu wraz z Racing Basket Paryż ustaliły, że od nowego sezonu wystartuje jeden podmiot związany ze stolicą kraju - Paris-Levallois Basket.
Pozostałość starego zespołu z Levallois-Perret wciąż jednak istnieje w NM3 - hierarchicznie piątej lidze.
W przeszłości grali tu tacy koszykarze, jak Wendell Alexis, Ronnie Burrell, Joakim Noah, Sacha Giffa, Michel Morandais czy Moustapha Sonko.